# マジック・クアドラント
マジック・クアドラント （英語: Magic Quadrant、MQ）は、ITコンサルティング会社のガートナーが発行している一連の市場調査レポートで、方向性、成熟度、参加者などの市場動向を示すために独自の定性的データ分析手法を用いている。 分析は特定のテクノロジー業界に対して行われ、1〜2年ごとに更新される。更新されたレポートが公開されると、前の版は「廃止」される。  

## 評価方法
ガートナーは、 ビジョンの完全性と実行能力の2つの基準に基づいてベンダーを評価する。それぞれにさらに評価基準が含まれる。
- ビジョンの完全性：ベンダーの持つイノベーション、市場を牽引するか追随するか、そして現在および将来の市場の方向性についてのベンダーの見解がガートナーの見解と一致するかどうかが反映される。 
  - 製品/サービス:対象となる市場向けにベンダーが提供する主要な商品とサービス。これには、現在提供中の製品/サービスの機能、品質、機能セット、スキルなどが含まれます。ベンダーから直接提供されるか、OEM契約/パートナーシップ (意味はその市場で定義される) を通じて提供されるかによりません。
  - 全体的な事業実現性:事業実現性には、組織全体の財務状態、事業組織の財務的および実際的な成功の評価、および組織の製品ポートフォリオの中で個々の事業組織が製品への投資を継続し、製品の提供を継続し、最新の技術を進歩させる可能性が含まれます。
  - 販売力/価格設定:ベンダーのプリセールス活動とその支援構造の機能。これには取引管理、価格設定と交渉、プリセールスサポート、および販売チャネルの全体的な効果が含まれます。市場対応性/記録(低):機会の拡大、競合他社の行動、顧客のニーズの進化、市場ダイナミクスの変化に対応し、方向性を変え、柔軟に対応し、競争力のある成功を収める能力。ベンダーの過去の対応の履歴も考慮されます。
  - マーケティング:市場に影響を与え、ブランドとビジネスを促進し、製品の認知度を高め、バイヤーの心の中で製品/ブランドと組織との明確な識別を確立するように設計されたプログラムの明快さ、品質、創造性、および効果。この「マインドシェア」は、宣伝、販促イニシアチブ、ソートリーダーシップ、口コミ、販売活動の組み合わせによって推進できます。
  - カスタマー・エクスペリエンス:顧客が成功することを可能にする関係、製品、サービス/プログラム。具体的には、顧客が技術サポートやアカウントサポートを受ける方法が含まれます。これには、補助ツール、カスタマーサポートプログラム（およびその品質）、ユーザーグループの有無、サービスレベル契約なども含まれます。
  - オペレーション:組織の目標とコミットメントを達成する能力。要因には、組織が継続的に効果的かつ効率的に運用できるようにするスキル、経験、プログラム、システム、その他の手段など、組織構造の品質が含まれます。
- 実行能力：ベンダーの財務的事業実現性、市場対応性、製品開発、販売チャネル、顧客ベースなどの要素の要約である。 
  - 市場理解:バイヤーの欲求とニーズを理解し、それらを製品とサービスに実装するベンダーの能力。最高のビジョンを示すベンダーは、バイヤーの要望やニーズに耳を傾け、理解し、追加されたビジョンでそれらを形成し強化することができます。
  - マーケティング戦略:組織全体で一貫しており、ウェブサイト、広告、顧客プログラム、ポジショニングステートメントを通じて外部に伝達されている、明確で差別化されたメッセージ。
  - 販売戦略:直接/間接的な販売網、マーケティング、サービス、コミュニケーションを実施する関連会社による製品販売戦略。これにより、市場調査、スキル、専門性、テクノロジー、サービス、顧客ベースが拡大、強化されます。
  - オファリング（製品）戦略:現在および将来の要件に対応する差別化、機能、方法論、機能セットを強調する、製品開発/展開に関するベンダーのアプローチ。
  - ビジネスモデル: ベンダーの根本的なビジネス提案の健全性と論理。
  - 業種/産業別戦略:垂直市場を含む個々の市場セグメントの特定のニーズを満たすためにリソース、スキル、および製品を方向付けるベンダーの戦略。
  - イノベーション:投資、統合、攻めと守りの目的での、直接関連性のある補完的相乗的なリソース、スキル、資本の配置。
  - 地域戦略:ベンダーの本社守備範囲外の地域のニーズを満たすためにリソース、スキル、オファリングを提供する戦略。地域と市場に合うように、直販またはパートナー、チャネル、子会社を通じて実施される。

### マジック・クアドラント4象限の定義
これらの要素によるスコアで、ベンダーの位置が4象限 (クアドラント)の中で決定される。 
- リーダー：リーダー象限のベンダーは、ビジョンの完全性と実行能力について最高の総合評価を得ている。 リーダー象限のベンダーは、新しいテクノロジーの受け入れを促進するために必要な市場シェア、信頼性、マーケティングおよび販売能力を持っている。 これらのベンダーは市場のニーズを明確に理解しており、イノベーターであり、ソートリーダーであり、インフラストラクチャと戦略を設計する際に顧客と見込み顧客が利用できる明確な計画を提供できる。 さらに、世界の五大陸での存在感、一貫した財務実績、および幅広いプラットフォームサポートを備えている。
- チャレンジャー：チャレンジャー象限のベンダーは市場に参加しており、リーダー象限のベンダーにとって深刻な脅威になるほど十分に機能している。 彼らは強力な製品と、継続的な成長を維持するために十分に信頼できる市場での地位とリソースを持っている。 財務的事業実現性は、チャレンジャー象限のベンダーにとって問題ではないが、リーダー象限のベンダーの規模と影響力に欠けている。
- 概念先行型 (ビジョナリー)：概念先行型象限のベンダーは、運用上または財務上重要なエンドユーザーの問題に大規模に対処する革新的な製品を提供しているが、市場シェアや持続可能な収益性を獲得する能力はまだ実証されていない。 先見の明のあるベンダーは、多くの場合、非公開企業であり、大規模で確立された企業の買収対象です。 多くの場合、買収の可能性により、システムのインストールに関連するリスクが軽減される。
- 特定市場指向型 (ニッチプレーヤー)：特定市場指向型象限のベンダーは、特定市場または垂直セグメントに狭く集中している。 この領域には、検討中の市場に参入するために既存の製品を適応させているベンダー、またはビジョンの開発と実行が困難な大規模ベンダーも含まれる。

ガートナーのクリティカル・ケイパビリティは、マジック・クアドラントの分析を補完し、複数のベンダーが提供する製品とサービスに対する深い洞察を提供する。

## 批判
マジック・クアドラントの評価基準は、バイヤーよりも投資家や大規模ベンダーに向けられていることが指摘されている。  
批判の多くは、利益相反の問題で、評価されるベンダーから受け取った報酬の開示の欠如に焦点が当てられている。 また、批判の原因は、ベンダーのコンポーネントスコアの開示の欠如と、マジック・クアドラントマップでのベンダーの位置を導き出すために使用されるガートナーの方法論の透明性の欠如による。 
マジック・クアドラントやアナリストが市場を歪めていることも指摘されている。調査によれば、 彼らの方法論に合うように市場の定義が変更されていることが指摘されている。 
Talendの副社長とガートナーのドイツの研究担当副社長の間のオンライン討論で公開されているように、オープンソースベンダーはガートナーのようなアナリストによって十分に検討されていないという別の批判もある。  
ガートナーは、ソフトウェアベンダーであるZL Technologiesからの連邦訴訟 （2009年5月29日提出）の標的となり、ガートナーのマジック・クアドラントの評価システムの「正当性」に異議の申し立てがあった。 ガートナーは、マジック・クアドラントレポートには事実に基づかない法的な意味での「純粋な意見」が含まれていると主張し、修正第1条の保護を主張して却下の申し立てを提出した 。 ZL裁判には具体的な申し立てがなかったため、棄却された 。 その決定は控訴審で支持された。  